# فهرست زیرگونه‌های کمرکلی جنگلی
کمرکلی جنگلی (نام علمی: Sitta europaea) یک گنجشک‌سان کوچک است که در سراسر نواحی معتدل آسیا و اروپا یافت می‌شود. این گونه بیش از ۲۰ زیرگونه دارد، به‌طوری که تعداد دقیق آن بستگی به این دارد که تفاوت‌های کوچک بین جمعیت‌ها چقدر ارزیابی شود. این مقاله از Handbook of the Birds of the World Alive در سال ۲۰۱۳ پیروی می‌کند که شکل‌های شناخته شده‌تری از چرخ‌ریسک‌ها، کمرکلی‌ها و دارخزک‌ها نسبت به سال ۱۹۹۶ دارد. با توجه به شباهت‌های بین شکل‌های جغرافیایی کمرکلی جنگلی، مرز زیرگونه‌ها تا حدودی سیال هستند، اگرچه اکنون کمتر از نیمی از تعداد آن‌ها نسبت به سال ۱۹۶۷ شناسایی شده‌است.
گونه‌های کمرکلی جنگلی را می‌توان به سه گروه اصلی تقسیم کرد. گروه زیرگونه‌ای شمالی S. e. caesia که در اروپا، شمال آفریقا و خاورمیانه یافت می‌شوند، گروه زیرگونه‌ای اروپایی S. e. europaea که در اسکاندیناوی، روسیه، ژاپن و شمال چین یافت می‌شوند و گروه زیرگونه‌ای چینی S.e. sinensis که در جنوب و شرق چین و تایوان یافت می‌شوند. این‌ها ممکن است تا همین اواخر نسبتاً از نظر جغرافیایی از یکدیگر جدا شده باشند. پرندگان با ویژگی‌های میانی در جایی پراکنش دارند که محدوده گروه‌ها همپوشانی دارند. توضیحات زیر مربوط به نرها است. ماده‌ها معمولاً کمی کدرتر با رنگ قهوه‌ای در خط چشمی و زیرتنه رنگ پریده‌تر هستند، اگرچه جنس‌ها در گروه چینی S.e sinensis بسیار شبیه هم هستند.

## گروه زیرگونه‌ای شمالی S. e. caesia
گروه S. e. caesia بیشتر در اروپا و همچنین شمال آفریقا و خاورمیانه یافت می‌شود. اعضای این گروه دارای سینه نخودی و گلوی سفید هستند.
| زیرگونه‌ها          | توصیف‌گر              | دامنه پراکنش | ویژگی‌ها |
| ------------------ | -------------------- | --- | --- |
| S. e. caesia       | وولف، ۱۸۱۰           | بیشتر اروپای غربی از جنوب تا شمال اسپانیا، رشته کوه‌های آلپ، یونان و غرب ترکیه، شمال به دانمارک، از شرق به مناطق غربی لهستان، رومانی و بلغارستان می‌رسد. | روتنه خاکستری آبی، خط چشمی مشکی، گلوی سفید. بقیه زیرتنه به رنگ نارنجی، در پشت و پهلوها قرمز آجری می‌شوند. نشانه‌های سفید در زیر دم. |
| S. e. hispaniensis | ویتربی، ۱۹۱۳         | مرکز و جنوب اسپانیا، پرتغال و شمال مراکش | مانند S. e. caesia، اما زیرتنه صورتی کم‌رنگ‌تر است                                                                                  |
| S. e. cisalpina    | ساچتلبن، ۱۹۱۹        | جنوبی‌ترین بخش سوئیس، ایتالیا از جمله سیسیل، جنوب کرواسی و جنوب غربی مونته‌نگرو                                                                          | مانند S. e. caesia، اما زیرتنه روشن‌تر و نارنجی‌تر، نوک کوتاه‌تر و نوک تیزتر                                                         |
| S. e. levantina    | هارترت، ۱۹۰۵         | جنوب ترکیه | مانند S. e. hispaniensis اما زیرتنه صورتی بیشتر و کمتر نخودی، پهلوها کم‌رنگ، روتنه خاکستری کم‌رنگ‌تر                                 |
| S. e. persica      | ویتربی، ۱۹۰۳         | جنوب شرق ترکیه، شمال عراق و غرب ایران | رویه کوچک و خاکستری کم‌رنگ‌تر، پیشانی سفید و نوار ابرویی، زیرتنه کرمی، نوک کوتاه و نازک                                             |
| S. e. caucasica    | ریچنوف، ۱۹۰۱         | شمال شرق ترکیه، جنوب غربی روسیه، گرجستان، ارمنستان و آذربایجان                                                                                         | رویه کوچک و خاکستری تیره، پیشانی اغلب مایل به سفید، زیرتنه به رنگ نارنجی روشن                                                     |
| S. e. rubiginosa   | تچوسی و زرودنی، ۱۹۰۵ | قفقاز جنوبی و شمال ایران | مانند S. e. caucasica اما روتنه تیره‌تر، زیرتنه کم‌رنگ‌تر، معمولاً بدون پیشانی سفید است.                                              |

## گروه زیرگونه‌ای اروپایی S. e. europaea
گروه S. e. europaea در اسکاندیناوی و روسیه تا ژاپن و شمال چین یافت می‌شود. اعضای گروه دارای سینه سفید هستند.
| زیرگونه‌ها           | توصیف‌گر             | دامنه پراکنش                                                                                         | ویژگی‌ها |
| ------------------- | ------------------- | --- | --- |
| S. e. europaea      | لینه، ۱۷۵۸          | جنوب اسکاندیناوی و جزایر بالتیک، غرب روسیه، شرق لهستان، رومانی و بلغارستان، شمال غرب ترکیه و اوکراین | زیرگونه نمادین. زیرتنه آبی مایل به خاکستری، خط چشمی مشکی. گلو و زیرتنه به رنگ سفید یا کرمی، پهلوها و پشت قرمز زنگاری.                                |
| S. e. asiatica      | گولد، ۱۸۳۷          | مرکز روسیه از غرب به دریاچه بایکال، شمال قزاقستان و غرب مغولستان                                     | همانند زیرگونه نمادین، اما کوچک‌تر. نوک کوتاه‌تر و نوک تیزتر، پیشانی و نوار ابرویی سفید.                                                               |
| S. e. arctica       | بوتورلین، ۱۹۰۷      | شمال شرق سیبری                                                                                       | بزرگ با خط چشمی سیاه باریک‌تر و کوتاه‌تر از هر زیرگونه دیگر، پیشانی و نوار ابرویی کمی سفید. سینه و مرکز زیرتنه سفید، پهلوها به رنگ بلوطی.              |
| S. e. baicalensis   | تاجانوفسکی، ۱۸۸۲    | سیبری در شرق دریاچه بایکال، مغولستان مرکزی و شمال شرق چین                                            | بزرگ‌تر از S. e. asiatica، با نوک بلندتر و روتنه تیره‌تر، پیشانی و نوار ابرویی کمی سفید.                                                               |
| S. e. sakhalinensis | بوتورلین، ۱۹۱۶      | جزیره ساخالین                                                                                        | بسیار کوچک‌تر از S. e. baicalensis با روتنه اندکی رنگ پریده‌تر و پیشانی سفید با نوک کوتاه.                                                             |
| S. e. clara         | اشتینگر، ۱۸۸۷       | کوریل جنوبی و هوکایدو (ژاپن)                                                                         | بزرگ‌تر از S.e. asiatica، روتنه نسبتاً رنگ‌پریده، پیشانی و نوار ابرویی سفید کم‌رنگ.                                                                      |
| S. e. takatsukasai  | مومیاما، ۱۹۳۱       | جزایر کوریل مرکزی                                                                                    | دارای بزرگترین نوک میان همه زیرگونه‌ها. شکم سفید یک‌دست، روتنه خاکستری، روتنه به‌طور مشابه رنگ پریده اما نه چندان آبی، پیشانی و نوار ابرویی سفید پررنگ. |
| S. e. albifrons     | تاجانوفسکی، ۱۸۸۲    | شمال شرق روسیه و جزایر کوریل شمالی                                                                   | بزرگ با نوک سنگین، زیرتنه تیره، شکم نخودی. |
| S. e. amurensis     | آر. سوینهو، ۱۸۷۱    | منچوری خارجی، منطقه پریمورسکی (روسیه)، شمال شرقی چین و کره                                           | بزرگ با نوک تنومند، روتنه تیره‌تر از S. e. baicalensis، کمی سفید، در صورت وجود، روی پیشانی یا نوار ابرویی.                                            |
| S. e. hondoensis    | بوتورلین، ۱۹۱۶      | هونشو، شیکوکو و کیوشوی شمالی (ژاپن)                                                                  | مشابه S.e. amurensis، اما قسمت بالایی کمی رنگ‌تر و آبی‌تر، پیشانی سفید برجسته و سوپرسیلیوم، نوک کمی کوچک‌تر                                             |
| S. e. roseillia     | بناپارت، ۱۸۵۰       | کیوشوی جنوبی                                                                                         | مشابه S.e. amurensis، اما روتنه تیره‌تر، پایین سینه و شکم متمایل به تیره‌تر است                                                                        |
| S. e. bedfordi      | اوگیلوی-گرانت، ۱۹۰۹ | جزیره چجو، کره جنوبی                                                                                 | مشابه S. e. roseillia، اما گلو و سینه سفیدتر و شکم به رنگ نارنجی نخودی تیره‌تر است                                                                    |
| S. e. seorsa        | پورتنکو، ۱۹۵۵       | شمال غربی چین                                                                                        | مانند S. e. asiatica اما کمی بزرگ‌تر، سفیدی پیشانی و نوار ابرویی برجسته‌تر و شکم نخودی رنگ‌پریده                                                        |

## گروه زیرگونه‌ای چینی S. e. sinensis
زیرگونه‌های گروه چینی S. e. sinensis در جنوب و شرق چین و همچنین تایوان یافت می‌شوند. رنگ سینه و گلوی آن‌ها نخودی است.
| زیرگونه‌ها       | توصیف‌گرها      | دامنه پراکنش   | ویژگی‌ها                                                                              |
| --------------- | -------------- | -------------- | ------------------------------------------------------------------------------------ |
| S. e. sinensis  | ورو، ۱۸۷۰      | جنوب و شرق چین | گلو و زیرتنه نخودی کم‌رنگ، در پهلوها روشن‌تر، پهلوهای پشتی قرمز آجری                   |
| S. e. formosana | بوتورلین، ۱۹۱۱ | تایوان         | مانند S. e. sinensis اما کوچک‌تر با نوک بلندتر، زیرتنه رنگ‌پریده و پیشانی مایل به سفید |

## یادداشت
1. ↑   Harrap and Quinn lump S.  e.  baicalensis, S.  e.  takatsukasai, S.  e.  clara and  S.  e.  hondoensis into S.  e.  asiaticus
2. ↑   Harrap and Quinn lump S.  e.  formosana into S.  e.  sinensis